# Chlamys farreri
Chlamys farreri é uma espécie de vieira, um molusco bivalve marinho da família pectinidae.

## Aquacultura
Essa espécie é cultivada na aquacultura de nível industrial na China, embora uma série de epidemias tenha devastado sua produção na década de 1990. Acredita-se que essa mortandade tenha sido resultado de infecções com vírus de herpes da família malacoherpesviridae.